# ادوارد لیدی
ادوارد لیدی (انگلیسی: Edward Liddie؛ زادهٔ ۲۴ ژوئیه ۱۹۵۹) جودوکار اهل ایالات متحده آمریکا است.
وی در مسابقات کشوری و بین‌المللی در مجموع برندهٔ ۱ مدال نقره، ۲ مدال برنز شده‌است.